# Timberville (Lagos)
Pour les articles homonymes, voir Timberville.
 (septembre 2022).
La mise en forme du texte ne suit pas les recommandations de Wikipédia : il faut le « wikifier ».
Les points d'amélioration suivants sont les cas les plus fréquents :
- Les titres sont pré-formatés par le logiciel. Ils ne sont ni en capitales, ni en gras.
- Le texte ne doit pas être écrit en capitales (les noms de famille non plus), ni en gras, ni en italique, ni en « petit »…
- Le gras n'est utilisé que pour surligner le titre de l'article dans l'introduction, une seule fois.
- L'italique est rarement utilisé : mots en langue étrangère, titres d'œuvres, noms de bateaux, etc.
- Les citations ne sont pas en italique mais en corps de texte normal. Elles sont entourées par des guillemets français : « et ».
- Les listes à puces sont à éviter, des paragraphes rédigés étant largement préférés. Les tableaux sont à réserver à la présentation de données structurées (résultats, etc.).
- Les appels de note de bas de page (petits chiffres en exposant, introduits par l'outil «  Source ») sont à placer entre la fin de phrase et le point final[comme ça].
- Les liens internes (vers d'autres articles de Wikipédia) sont à choisir avec parcimonie. Créez des liens vers des articles approfondissant le sujet. Les termes génériques sans rapport avec le sujet sont à éviter, ainsi que les répétitions de liens vers un même terme.
- Les liens externes sont à placer uniquement dans une section « Liens externes », à la fin de l'article. Ces liens sont à choisir avec parcimonie suivant les règles définies. Si un lien sert de source à l'article, son insertion dans le texte est à faire par les notes de bas de page.
- La présentation des références doit suivre les conventions bibliographiques. Il est recommandé d'utiliser les modèles {{Ouvrage}}, {{Chapitre}}, {{Article}}, {{Lien web}} et/ou {{Bibliographie}}. Le mode d'édition visuel peut mettre en forme automatiquement les références.
- Insérer une infobox (cadre d'informations à droite) n'est pas obligatoire pour parachever la mise en page.

Pour une aide détaillée, merci de consulter Aide:Wikification.
Si vous pensez que ces points ont été résolus, vous pouvez retirer ce bandeau et améliorer la mise en forme d'un autre article.
Timberville est un village récemment construit aux portes de la métropole nigériane de Lagos. Il est regroupé autour de la nouvelle scierie de Lagos. L'importante industrie du bois de Lagos quittera le centre-ville pour s'installer sur ce nouveau site en décembre 2022.

## Oko Baba, l'ancien site

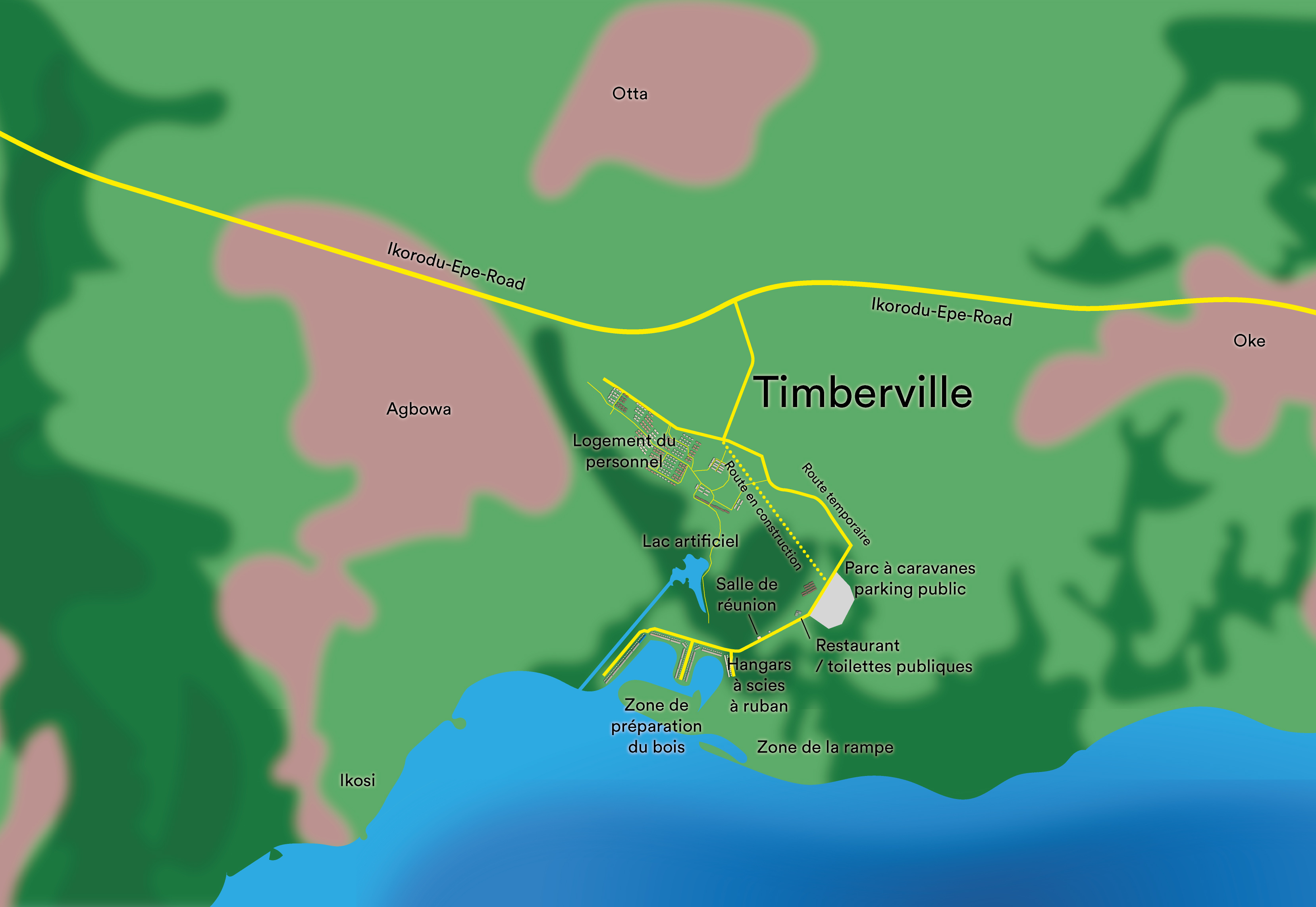
Carte de Timberville

À l'époque coloniale déjà, le Nigeria était un important exportateur de bois, notamment de bois rouge et d'acajou. Le matériel était expédié depuis la périphérie de la ville portuaire de Lagos, dans la banlieue d'Oko Baba. Cependant, avec la croissance rapide de Lagos, l'emplacement périphérique est devenu central et l'industrie du bois est devenue un obstacle à la vie quotidienne dans la grande ville. De plus, des incendies se déclaraient régulièrement à Oko Baba, constituant une menace pour toute la ville ,,.
En outre, Oko Baba se fond dans le bidonville à la dérive de Makoko, que l'on ne peut appeler la "Venise de l'Afrique" qu'avec beaucoup de bonne volonté et qui, par exemple, échappe largement aux mesures de police.
Outre la composante sociale, un autre problème est la pollution de l'environnement causée par les grandes quantités de sciure libérée, qui se transforme en pourriture là où elle atterrit à la surface de l'eau. Pour les raisons susmentionnées, de nombreux gouvernements de l'État de Lagos envisageaient déjà de déplacer la "Timber City" vers un endroit plus favorable. Ce projet a été réalisé sous l'administration néolibérale du gouverneur Sanwo-Olu, près du village de pêcheurs d'Ikosi, et a rapidement été baptisé "Timberville".

## Le nouvel emplacement
Timberville, à l'instar d'autres grands projets en cours dans l'État de Lagos (rizerie d'Imota, centre logistique alimentaire), est situé à la frontière de l'État d'Ogun, entre Ikorodu et Epe, avec une connexion à la voie rapide qui s'y trouve. La zone franche de Lekki, avec son nouveau port en eau profonde et la raffinerie de Dangote, se trouve à proximité.
Outre la scierie dotée d'un hall de sciage à ruban, Timberville comprend une zone de chargement (zone de flèche), une zone de préparation des grumes, des bureaux de vente, un parc à caravanes, une salle de réunion, un restaurant, un poste de police, une caserne de pompiers, 160 maisons mitoyennes de 2 chambres à coucher pour les employés, une alimentation en eau courante et des toilettes publiques. La sciure évacuée est pressée en palettes dans une usine de briquettes dédiée, pour être vendue à l'industrie comme matériau de chauffage. Elle a une capacité de 1 500 tonnes par heure ,.
Des retards ont été pris dans la création de la route d'accès, dont le pont principal s'est avéré étonnamment difficile à construire. Le problème a été résolu en créant une route de fortune temporaire.